# Otočje Östergötland
Otočje Östergötland je skupni naziv triju otočja koji se nalaze istočno od obale Östergötlanda u Švedskoj, a obuhvaćaju tri općine. Sastoji se od 8888 otoka. Proteže se više od 60 km od sjevera prema jugu i 5 km od zapada prema istoku. Sjeverni kraj arhipelaga nadovezuje se na zaljev Bråviken i središte je u Arkösundu, kraj poluotoka Vikbolandet i čini dio općine Norrköping. Središnji dio se zove otočje Svete Ane i dio je općine Söderköping. Najjužniji dio je otočja Gryt u općini Valdemarsvik, a nadovezuje se na otočje Tjust u Smålandu.

## Komunikacije
Tri općine tijekom ljetnih mjeseci provode izletnički brodski izlet "Skärgårdslinjen", uz redovita putovanja brodom duž obale. Okružni Östgötatrafiken odgovoran je za kopneni masovni prijevoz u tom području.

## Vanjske poveznice
- (švedski) Östgötaskärgården